# Saludemos la patria orgullosos
Saludemos la patria orgullosos és l'himne oficial de la República del Salvador.
L'himne compost pel general Juan José Cañas i el músic italià Juan Aberle, estrenat el 15 de setembre de 1879, es va adoptar com himne oficial de la República del Salvador el 13 de novembre de 1953.
COR:
Saludemos la patria orgullosos
De hijos suyos podernos llamar;
Y juremos la vida animosos,
Sin descanso a su bien consagrar.
PRIMERA ESTROFA.
De la paz en la dicha suprema,
Siempre noble soñó El Salvador;
Fue obtenerla su eterno problema,
Conservarla se su gloria mayor.
Y con fe inquebrantable el camino
Del progreso se afana en seguir
Por llenar su grandioso destino,
Conquistarse un feliz porvenir.
Le protege una férrea barrera
Contra el choque de ruin deslealtad,
Desde el día que en su alta bandera
Con su sangre escribió: ¡LIBERTAD!
SEGONA ESTROFA.
Libertad se su dogma, se su guía
Que mil veces veces logró defender;
Y otras tantas, de audaz tiranía
Rechazar el odioso poder.
Dolorosa y sangrienta se su historia,
Pero excelsa y brillante a la vez;
Manantial de legítima gloria,
Gran lección de espartana altivez.
No desmaya en su innata bravura,
En cada hombre hay un héroe inmortal
Que sabrá mantenerse a la altura
De su antiguo valor proverbial.
TERCERA ESTROFA.
Todos son abnegados, y fieles
Al prestigio del bélico ardor
Con que siempre segaron laureles
De la patria salvando el honor.
Respetar los derechos extraños
Y apoyarse en la recta razón
Es para ella, sin torpes amaños
Su invariable, más firme ambición.
Y en seguir esta línea se aferra
Dedicando su esfuerzo tenaz,
En hacer cruda guerra a la guerra:
Su ventura se encuentra en la paz.